# Oh Schreck, oh Graus: Die Supermaus
Oh Schreck, oh Graus: Die Supermaus (Originaltitel: Mighty Mouse: The New Adventures) ist eine US-amerikanische Zeichentrickserie, die zwischen 1987 und 1988 produziert wurde. Die Serie ist die Fortsetzung von Oskar, die Supermaus und The New Adventures of Mighty Mouse and Heckle & Jeckle und zeigt in Doppelfolgen neue Trickfilme der Supermaus Oskar (Mighty Mouse).

## Produktion und Veröffentlichung
Die Serie wurde zwischen 1987 und 1988 in den USA produziert. Dabei sind 19 Doppelfolgen und 2 Staffeln entstanden. Leitender Produzent ist Ralph Bakshi. Die Musik stammt von John L. Segal.
Erstmals wurde die Serie am 19. September 1987 auf CBS ausgestrahlt. Die deutsche Erstausstrahlung fand am 4. November 1991 auf ProSieben statt. Weitere Ausstrahlungen erfolgten ebenfalls auf Kabel eins, Junior und K-Toon statt.

## Synchronisation
Die deutsche Synchronfassung zur Serie entstand bei der Arena Synchron GmbH in Berlin, unter der Dialogregie und nach einem Buch von Janina Richter.
| Rolle     | Originalsprecher | Deutscher Sprecher |
| --------- | ---------------- | ------------------ |
| Supermaus | Patrick Pinney   | Bernd Vollbrecht   |
| Bat-Bat   | Charlie Adler    | Peter Schiff       |
| The Cow   | Michael Pataki   | Walter Alich       |

## Episodenliste

### Staffel 1
| Folgen-Nr. | Staffel-Nr. | deutscher Titel                                                   | englischer Titel                                    | deutsche Erstausstrahlung | englische Erstausstrahlung |
| 1          | 01          | Der haarlose Schurke / Das Elternhaus von Supermaus               | Night Of Bald Pate / Mouse From Another House       | 4. November 1991          | 19. September 1987         |
| 2          | 02          | Ein schwieriger Freund / Zahn um Zahn                             | Me-Yowww! / Witch Tricks                            | 25. November 1991         | 26. September 1987         |
| 3          | 03          | Freie Milch für freie Kühe / Freunde für’s Leben                  | Night Of The Bat Bat / Scrap-Happy                  | 11. November 1991         | 3. Oktober 1987            |
| 4          | 04          | Der Unglückskater / Reise in die Vergangenheit                    | Catastrophe Cat / Scrappy’s Field Day               | 18. November 1991         | 10. Oktober 1987           |
| 5          | 05          | Mausburger / Alles Käse                                           | The Bag Mouse / The First Deadly Cheese             | 2. Dezember 1991          | 17. Oktober 1987           |
| 6          | 06          | Invasion aus dem All / Supermaus spielt auf                       | This Island Mouseville / Mighty’s Musical Classics  | 9. Dezember 1991          | 24. Oktober 1987           |
| 7          | 07          | Das Blumenmädchen / Das Monsterkätzchen                           | Littlest Tramp / Puffy Goes Berserk                 | 16. Dezember 1991         | 31. Oktober 1987           |
| 8          | 08          | Die Nager der Gerechtigkeit / Ein irrer Film                      | The League Of Super-Rodents / Scrappy’s Playhouse   | 23. Dezember 1991         | 7. November 1987           |
| 9          | 09          | Das große Handgemenge / Heiliger Sankt Limburger                  | All You Need Is Glove / It’s Scrappy’s Birthday     | 30. Dezember 1991         | 14. November 1987          |
| 10         | 10          | Ein verliebter Krebs / Trick mit der Musik                        | Aqua-Guppy / Animation Concerto                     | 6. Januar 1992            | 21. November 1987          |
| 11         | 11          | Die Gans, die aus der Kälte kam / Der Schrecken der sieben Wolken | The Ice Goose Cometh / Pirates With Dirty Faces     | 13. Januar 1992           | 28. November 1987          |
| 12         | 12          | Elvis und die Bäumlinge / Der Ring der Gerechten                  | Mighty’s Benefit Plan / See You In The Funny Papers | 20. Januar 1992           | 5. Dezember 1987           |
| 13         | 13          | Zahllose Verwirrung / Der gestresste Held                         | Heroes And Zeroes / Stress For Success              | 27. Januar 1992           | 12. Dezember 1987          |

### Staffel 2
| Folgen-Nr. | Staffel-Nr. | deutscher Titel                                                    | englischer Titel                                           | deutsche Erstausstrahlung | englische Erstausstrahlung |
| 14         | 01          | Aufruhr im Herzen / Das Heim der Gesetzlosen                       | Day Of The Mice / Still Oily After All These Years         | 10. Februar 1992          | 17. September 1988         |
| 15         | 02          | Ein traumhafter Pantoffelheld / Einspruch gegen Supermaus          | Mighty’s Wedlock Whimsy / Anatomy Of A Milquetoast         | 17. Februar 1992          | 24. September 1988         |
| 16         | 03          | Witz bleib drin, du bist umzingelt / Es jodelt tief im Präsidenten | Bat With A Golden Tongue / Mundane Voyage                  | 3. Februar 1992           | 1. Oktober 1988            |
| 17         | 04          | Schneewittchen und die sieben Sänger / Serienhelden                | Snow White & The Motor City Dwarfs / Don’t Touch That Dial | 24. Februar 1992          | 8. Oktober 1988            |
| 18         | 05          | Paul Plattes Monster / Und wenn sie nicht geschieden sind          | Mouse And Super Mouse / The Bride Of Mighty Mouse          | 2. März 1992              | 15. Oktober 1988           |
| 19         | 06          | Starallüren / Der Meister-Regisseur                                | A Star Is Milked / Mighty’s Tone Poem                      | 9. März 1992              | 22. Oktober 1988           |